# Erick Fornaris
Erick Fornaris Álvarez (La Habana, 2 de enero de 1979) es un deportista cubano que compitió en saltos de trampolín y plataforma. Ganó tres medallas de plata en los Juegos Panamericanos, en los años 2003 y 2007.

## Palmarés internacional
| Juegos Panamericanos | Juegos Panamericanos            | Juegos Panamericanos | Juegos Panamericanos   |
| Año                  | Lugar                           | Medalla              | Prueba                 |
| -------------------- | ------------------------------- | -------------------- | ---------------------- |
| 2003                 | Santo Domingo (Rep. Dominicana) | Medalla de plata     | Trampolín 3 m sincro   |
| 2007                 | Río de Janeiro (Brasil)         | Medalla de plata     | Trampolín 3 m sincro   |
| 2007                 | Río de Janeiro (Brasil)         | Medalla de plata     | Plataforma 10 m sincro |